# Fredrik Liverstam
Dan Fredrik Liverstam, född 4 mars 1988 i Helsingborgs Gustav Adolfs församling, är svensk fotbollsspelare som spelar för Eskilsminne IF. Han har tidigare även spelat för Landskrona BoIS, Halmstads BK, Helsingborgs IF och Trelleborgs FF.

## Karriär
Liverstams moderklubb är Rydebäcks IF. Säsongerna 2009 och 2010 spelade han sex allsvenska matcher för Helsingborgs IF.
I januari 2018 återvände Liverstam till Helsingborgs IF, där han skrev på ett tvåårskontrakt med option på ytterligare ett år. Efter säsongen 2019 lämnade Liverstam klubben.
Den 23 december 2019 värvades Liverstam av Trelleborgs FF, där han skrev på ett tvåårskontrakt. Efter säsongen 2021 lämnade Liverstam klubben. I mars 2022 blev han klar för spel i division 2-klubben Eskilsminne IF.